# Cora Sadosky
Cora Susana Sadosky de Goldstein (23 de maio de 1940 - 3 de dezembro de 2010) foi uma matemática e professora de matemática na Howard University.

## Infância e educação
Sadosky nasceu na Argentina, filha dos matemáticos Manuel Sadosky e Corina Eloísa "Cora" Ratto de Sadosky.
Sadosky iniciou a faculdade aos 15 anos na Escola de Ciências da Universidade de Buenos Aires. Em 1960, ela obteve seu diploma de Licenciada (comparável a um mestrado na nomenclatura dos EUA.) 